# Vietnam (miniserie televisiva)
Vietnam è una miniserie televisiva australiana di cinque puntate trasmesse per la prima volta dal 23 febbraio 1987.